# Marmorierte Seegurke
Die Marmorierte Seegurke oder Marmor-Seewalze (Bohadschia marmorata) kommt im Roten Meer und im westlichen Indopazifik von der Küste Ostafrikas, nördlich bis Japan und östlich bis zu den Inseln des südlichen Pazifik vor. Sie lebt zwischen Korallenschutt oder auf groben Sandböden in Tiefen von 4 bis 20 Metern. Tagsüber versteckt sie sich unter Korallen und wird nachts aktiv.

## Merkmale
Die Marmor-Seewalze wird 40 Zentimeter lang, ihr Körper ist zylindrisch. Sie machen im Laufe ihres Lebens einen Farbwechsel durch. Junge Seewalzen sind einfarbig braun bis olivgrün. Sie verstecken sich tagsüber im Sand und sind ausschließlich nachtaktiv. Die Grundfarbe ausgewachsener Marmor-Seewalze ist braun oder gelb. Die Oberseite ist mit tausenden kleinen schwarzen Punkten gemustert, es können auch große braune Flecken vorhanden sein. Der Mund ist nach unten, zum Bodengrund gerichtet, der Anus ist leicht erhoben. Er ist hell abgesetzt.
Die Marmor-Seewalze ernährt sich, indem sie Sand aufnimmt, die organischen Partikel, Detritus und Mikroorganismen verdaut, und den Rest wieder ausscheidet. Zur Feindabwehr hat sie klebrige, hellblaue Cuvierschen Schläuche.
Über die Vermehrung der Marmor-Seewalze ist nichts bekannt. Als Amberfish kommt sie auf den Trepang-Markt.